# Alchemilla sibbaldiifolia
Alchemilla sibbaldiifolia là loài thực vật có hoa trong họ Hoa hồng. Loài này được Kunth mô tả khoa học đầu tiên năm 1824.